# 케이트 보겔레
케이트 보겔레(Kate Voegele, 1986년 12월 8일 ~ )는 미국의 가수이다.